# Мечеть Фейсал
Мече́ть Фейса́л (урду شاہ فیصل مسجد) — національна мечеть в Ісламабаді, Пакистан, одна з найбільших мечетей світу. Відома в ісламському світі завдяки своїм розмірам: вона має площу 5 000 м² і здатна вмістити 300 000 вірян. Є національним символом Пакистану.

## Історія
У 1966 році, під час свого відвідання Ісламабада, король Саудівської Аравії Фейсал ібн Абдель Азіз ас-Сауд запропонував побудувати велику мечеть. 1969 року було проведено міжнародний конкурс, в якому взяли участь архітектори із 17 країн, які подали 43 пропозиції. Було обрано проєкт турецького архітектора Ведата Далокая.
Будівництво почала 1976 року Національна будівельна організація Пакистану і фінансував його уряд Саудівської Аравії. Вартість проєкту склала понад 130 мільйонів саудівських ріалів. Оскільки король Фейсал ібн Абдель Азіз ас-Сауд дуже сприяв фінансуванню будівництва, після його загибелі у 1975 і мечеть, і дорогу до неї назвали його іменем.
Мечеть було закінчено у 1986. Поруч з мечеттю розташований мавзолей генерала Мухаммеда Зія-уль-Хака.